# Гансовский, Север Феликсович
Се́вер Фе́ликсович Гансо́вский (поль. Siewer Feliksowicz Gansowski; 15 декабря 1918, Варшава — 6 сентября 1990, Москва) — один из ведущих советских писателей-фантастов, драматург и художник.

## Биография
Отцом Севера (Северьяна) Гансовского был поляк Феликс Гансовский (Ганцовский). Мать, Элла-Иоганна Мей, родилась в 1892 году в Либаве. Будучи известной певицей, она часто гастролировала по Европе. В Польше она познакомилась с Феликсом. В 1918 году у Феликса и Эллы родилось двое детей — Север и Вероника. После их рождения Феликс пропал без вести, после чего Элла вместе с детьми уехала в Петроград.
Север Гансовский служил юнгой и матросом в Мурманске, затем грузчиком и электромонтёром в Ленинграде. Окончил вечернюю школу-десятилетку. В 1940 году поступил в Ленинградский государственный университет. Участник Великой Отечественной войны, добровольцем ушёл на фронт в 1941 году. Краснофлотец Гансовский был писарем 4-й отдельной морской бригады Краснознамённого Балтийского флота, тяжело ранен в ноябре 1941 года (родным ошибочно было отправлено сообщение, что он убит в бою и похоронен под Невской Дубровкой), награждён орденами Отечественной войны 1-й и 2-й степени. После демобилизации работал на конном заводе в Казахстане, потом был почтальоном, учителем. Снимался в кино. Окончил филологический факультет ЛГУ (1951). Член Союза писателей СССР с 1968 года.
В 1954 году женился на Сергеевой Евгении Михайловне. В 1955 году у них родилась дочь Илона.
Сестра Севера Гансовского Вероника Феликсовна (1918—1980) была женой писателя В. С. Пикуля. Она помогала Пикулю в работе над книгами, собирала информацию в архивах и была его представителем во всех издательствах. Валентин посвятил ей свой роман «Слово и дело».
В 1988 году вышел фильм Виктора Жилко «Генеральная репетиция» (по мотивам повести Василия Авенариуса «Гоголь-гимназист» 1987 г.), в котором Север Гансовский сыграл эпизодическую роль преподавателя математики Нежинской гимназии профессора Казимира Варфоломеевича Шапалинского.
Писатель скончался 6 сентября 1990 года в Москве. В августе 1991 года его прах был развеян в Латвии недалеко от мыса Колка.
Дочь Севера Гансовского Илона была известной художницей. Рисовала иллюстрации и обложки к его книгам. Окончила Московский государственный академический художественный институт имени В. И. Сурикова, театрально-декорационный факультет. Занималась живописью, сценографией, проектированием интерьеров, а также распространением идей гуманного отношения к животным, пропагандой ненасильственного сосуществования с окружающей природой. 
Её работы находятся в музеях, галереях и частных коллекциях разных стран мира — Японии, Америки, Испании, Франции, Германии, России, Польши, Чехии, Англии, Италии. Трагически погибла в автомобильной катастрофе 23 декабря 2008 года.

### Сотрудничество с КГБ
«..Гансовский был стукачом. Доносил на своих знакомых», Сергей Довлатов, «Наши»
По свидетельству знакомых, Гансовский сотрудничал с органами государственной безопасности. Валентин Рич в автобиографической книге «Я-энциклопедия» посвятил отдельную главу Гансовскому, которую закончил подозрениями о работе того доносчиком. Схожие воспоминания оставил в мемуарах «Я здесь (человекотекст)» литературовед Дмитрий Бобышев.
В 1960 году Север Гансовский и Валентин Пикуль выступили свидетелями обвинения против Кирилла Косцинского, писателя и друга Гансовского, которого КГБ обвинил в антисоветской агитации. Позже Косцинский-Успенский оставил подробные воспоминания о своей дружбе с Гансовским, и об очной ставке, на которой тот свидетельствовал.

## Творчество
Произведения начали печататься в журналах в 1950 году, ещё во времена его студенчества. В 1959 году на Всесоюзном конкурсе получил первую премию за одноактную пьесу «Северо-западнее Берлина» и вторую — за пьесу «Люди этого часа». Пьеса «Сильные на вахте» также получила первую премию на конкурсе.
С 1960-х годов работает в жанре научной фантастики, предпочитая малые формы — рассказы и повести. Первая научно-фантастическая публикация — «Гость из каменного века» (1960). Лауреат премии «Аэлита» (1989) за сборник фантастических повестей «Инстинкт?».
В фантастику Север Гансовский пришел по его словам, следующим образом: "Писать я начал как раз реалистическую прозу, но начал в ту эпоху, когда главным писателем земли русской считался С. Бабаевский со своим романом «Кавалер Золотой Звезды». То, что я читал в книгах, журналах, до такой степени не походило на мой жизненный опыт, что мне пришлось решать проблему: что неправильно — мой опыт или то, что пишется? Не решив этого, я многими вещами занимался, в частности ремонтом мотоциклов, а потом как-то мне вдруг в голову пришла такая повесть «Шаги в неизвестное» — повесть о фантастическом замедлении времени. Это произведение я принес в издательство «Детская литература» в тот момент, когда видимо и надо было принести, было самое начало 60-х. Редактор взял мою рукопись… Сейчас бывает часто так: человек берет рукопись, потом её теряет, потом после разных скандалов снова находит, потом дает понять, что автор здесь вообще не нужен, что он только мешает настоящей работе, и дай Бог, если через полгода автор дождется от издательства какого-то ответа… Тогда было не так. Я отдал редактору рукопись, а на следующий день он уже позвонил мне по телефону: Север Феликсович, мне очень понравилось, мы берем повесть в альманах «Мир приключений». Потом он говорит: «Тут у нас ещё молодой сотрудник, Аркадий Стругацкий, передаю ему трубку…» Аркадий мне говорит: «Как тебя звать? Север? Ты приезжай…». Так мы познакомились. После этого я сразу начал ещё писать, написал рассказ «Стальные змеи», понёс по журналам, нигде не берут. Говорят: не похоже это на фантастику, это у вас как будто все было на самом деле… Написал я ещё рассказ, ещё — ничего нигде тоже не берут. А надо сказать, что я каждый рассказ относил ещё и в редакцию к Аркадию. Потом как-то, он мне и говорит: «Ты давай пиши, старайся…». — «А что такое?» — спрашиваю. «Так у тебя книжка в плане нашего издательства!..»
Основной идеей многих произведений Гансовского является встреча человека с «неведомым» (обитателями антимира, неизвестными науке животными и т. п.), причем автора в равной степени интересует и описываемый им феномен, и реакция человека на него. Одно из самых известных произведений писателя, повесть «День гнева», описывает последствия бесконтрольных биологических экспериментов, в процессе которых удалось развить нечеловеческие интеллектуальные способности у животного. В результате появились особые существа — «отарки», совместившие в себе агрессивность и безжалостность зверя с хитростью и изворотливостью человека. Писателя беспокоит несоответствие, возникающее между растущими техническими (или биологическими) способностями человека и уровнем его нравственного развития.
«Председатель комиссии.
Вы читаете на нескольких языках, знакомы с
высшей математикой и можете выполнять
кое-какие работы. Считаете ли вы, что это
делает вас Человеком?
О т а р к.
Да, конечно. А разве люди знают что-нибудь ещё?
(Из допроса отарка. Материалы
Государственной комиссии)»
Другой важной темой его творчества было противопоставление человечности и морали сухому научно-техническому процессу.
«Будущее обилие предсказываемых многими учеными „мыслящих“ машин вызывает к жизни вопрос: не придёт ли такое время, когда необходимость демонтировать тот или другой „разумный“ робот поставит перед человеком не только техническую, но и этическую проблему? Поскольку с этическими и моральными критериями мы подходим только к личности (или к обществу, состоящему в свою очередь из личностей), вопрос по существу сводится к следующему: „Может ли машина быть личностью?“ Кроме того, здесь возникает множество других тем. Не станет ли, в конечном счете, эта „машинная личность“ более высокой и содержательной, чем личность человеческая, не будут ли машины умнее нас, и не следует ли нам при этом допущении возможность замены цивилизации человеческой цивилизацией машинной как очередной естественный шаг революции? Короче говоря, не вытеснят ли машины человечество из его колыбели — Земли? По всей вероятности этого можно все же не опасаться. Не вытеснят. И день, когда машину придется рассматривать в качестве личности, тоже не придет. Почему?… Для ответа на этот вопрос нам следует разобраться в том, что же такое личность. (Именно человеческая, так как могут быть личности животные, например дельфины, и могут быть, пожалуй, личности — не люди, обитающие на других планетах Вселенной.) ….»
Также неотъемлемой частью его произведений была идея о гуманном отношении к животным. В своих рассказах писатель пользуется множеством приемов для того, чтобы читатель на подсознательном уровне почувствовал этот посыл. Однако основным способом воздействия на сознание С. Гансовский выбрал следующее: он наделил животных способностью к действиям, которые в нашем представлении может совершить только человек. Тем самым он открыл завесу нашего сознания — животные тоже могу чувствовать: любить, желать и хотеть жить. Они тоже могут «иметь семью, дружить, симпатизировать и быть объектом дружбы, любви или вражды…»
Биография Севера Гансовского полна историй, чьими главными героями являлись животные.
Из текста об отце — Илоны, дочери писателя:
… «Он относился к животным с глубоким сочувствием. Первая книжка по проблемам нравственности в широком смысле, которую дал мне прочесть отец — сочинение французского писателя Веркора — „Люди или животные“. В произведениях отца часто возникали персонажи — НЕ ЛЮДИ… Змеи, рыбы, птицы, доисторические существа. Ко всему, без исключения, живому, он относился в равной степени с уважением, внимательно и осторожно, чтобы не навредить. В его деревенских записях-планах есть фраза: „… понедельник: спасти калину на болоте“.
Во время войны, на фронте под Ленинградом Север был серьёзно ранен и, молодым человеком, как инвалид войны, попал в Казахстан, работал на конном заводе. У него была там нежная дружба с конём… Он рассказывал, что когда настало время возвращаться домой и он отъезжал на поезде с маленькой казахской станции в степи, его конь — Кабажал — видел его, чувствовал, что наступает разлука и провожал протяжным ржанием. И у обоих видимо сердце разрывалось. Позже появился рассказ „Двое“ и киносценарий, где, кроме хроники того времени, описаны очень близкие, дружеские, партнерские отношения человека с лошадью.
Когда отец уже жил в Москве — как-то раз по почте пришло письмо с просьбой помочь приюту для отслуживших лошадей — из цирков и спортивных конюшен. Это был панический призыв отчаявшихся людей, которые старались своими скромными силами не допустить гибели от голода и холода животных, всю свою жизнь развлекавших публику. Как отец тогда бросился — посылать деньги!
Отец открыл мне взгляд на мир, как на прекрасный общий дом — дом для всего живого, а не только для человека».
Благодаря колоссальному жизненному опыту — быт, характеры героев очень достоверны. В персонажах его произведений мы узнаем наших родственников и соседей. Север Гансовский искренне интересовался окружающими его людьми, вне зависимости от их профессии и положения в обществе:
«На работу к Жене пришла женщина. И после первой минуты разговора сказала, что только что отсидела двенадцать лет. И потом вскользь бросила, что от рака у неё умирает отец. Предлагала пьесу. И все это с шуточками, с усмешками — и по отношению к себе, и по отношению к собеседнику. И ещё она была какая-то мужеподобная и каким-то сальным взглядом смотрела на Женю, когда прощалась, долго держала, не отпускала женину руку. А теперь вдруг через два года зашла снова, говорит, что тогда не забрала свою пьесу и грозится судом».
Участник Всесоюзной встречи КЛФ (1988, Киев).
Несколько произведений писателя экранизировано. В 1977 году на киностудии «Союзмультфильм» по рассказу Гансовского «Полигон» был создан одноимённый мультфильм. Кроме того, Гансовский написал сценарий полнометражного художественного фильма по тому же рассказу, который, впрочем, так и не был снят. В 1985 году был экранизирован его рассказ «День гнева» (по мнению Гансовского, фильм оказался неудачным). В том же году вышел фильм киностудии ДЭФА «Визит к Ван-Гогу» по мотивам повести Гансовского «Винсент Ван-Гог».
Рассказы и повести Гансовского переведены на английский, болгарский, венгерский, грузинский, китайский, корейский, монгольский, немецкий, польский, сербско-хорватский, словацкий, французский, чешский, японский языки.
«… рассказы редчайшего достоинства, так как объединяют удовольствие игры ума от захватывающих дух открытий науки с сюжетным напряжением и тонким исследованием поведения людей перед лицом Чуда».
Гансовский известен также как художник-график с узнаваемой манерой рисунка. Его иллюстрации к первому изданию повести братьев Стругацких «Улитка на склоне» Б. Н. Стругацкий считал одними из лучших для данного произведения. Иллюстрировал и другие фантастические произведения — как свои собственные, так и чужие.
«Знаете, я как-то совершенно случайно через Аркадия Натановича Стругацкого узнал, что умею рисовать. Мы сидели с ним тогда в Центральном Доме литераторов, к нам подошел человек и отрекомендовался: заведующий литературным отделом журнала „Байкал“. Сказал, что журнал готовит повесть братьев Стругацких „Улитка на склоне“ к печати. Повесть редакции очень понравилась, и они хотели бы видеть соответствующие иллюстрации. Кого Аркадий Натанович порекомендует в художники?
Аркадий указал на меня. Вот, мол, Север Гансовский — он рисует.
 — Аркадий, ты что! — возмутился я. — Я никогда не рисовал!
На что Аркадий Натанович возразил:
 — У меня есть твои рисунки, которые ты рисуешь, когда слушаешь.
 — Ладно, сказал я, — попробую.
Засел и сделал восемь рисунков к повести для журнала.
После того, как повесть была опубликована — частью в журнале „Байкал“, частью в книге „Эллинский секрет“, тот же человек — зав. литотделом „Байкала“, привез в Москву экземпляры журналов с повестью. Встреча состоялась опять же в ЦДЛ.
Он подарил нам тогда большое количество журналов, и мы, уверенные, что получим ещё, раздали их. Теперь же ни у меня, ни у Стругацких нет этих журналов. После этого мне стало интересно, и я начал рисовать. Проиллюстрировал свой сборник и даже разогнался иллюстрировать чужие произведения».

## Книги
- Гансовский С. В рядах борцов. — М.—Л.: Детгиз, 1952. — 156 с.
- Гансовский С. Надежда (Рассказы и повесть). — Детгиз. — М., 1955. — 264 с.
- Гансовский С. Шаги в неизвестное (Фантастические повести и рассказы). — М.: Детгиз, 1963. — С. 256. — 115 000 экз.
- Гансовский С. Шесть гениев (Научно-фантастические повесть и рассказы). — М.: Знание, 1965. — С. 240. — 115 000 экз.
- Гансовский С. Три шага к опасности (научно-фантастические рассказы). — М.: Детская литература, 1969. — С. 272. — 100 000 экз.
- Гансовский С. Идет человек (Сборник научно-фантастических повестей и рассказов). — М.: Молодая гвардия, 1971. — С. 272. — 100 000 экз.
- Гансовский С. Люди этого часа (Сборник одноактных пьес). — М.: Искусство, 1974. — С. 168. — 15 000 экз.
- Гансовский С. Человек, который сделал Балтийское море (Научно-фантастические повести и рассказы). — М.: Молодая гвардия, 1981. — С. 304. — 100 000 экз.
- Гансовский С. Инстинкт? — М.: Молодая гвардия, 1988. — С. 352. — 100 000 экз. — ISBN 5-235-00307-1.
- Гансовский С. Стальная змея (Сборник научно-фантастических рассказов). — М.: Знание, 1991. — С. 304. — 1 000 000 экз. — ISBN 5-07-001323-8.
- Гансовский С. День гнева (повести и рассказы). — М., 2002.
- Гансовский С. Винсент Ван Гог. — М.: Мещерякова ИД, 2017.
- Гансовский С., Варшавский И. Тревожных симптомов нет. День гнева. — М.: Азбука, Азбука-Аттикус, 2018.

## Экранизации произведений
- И нас двадцать! (телеспектакль) (1967)
- Голос (телеспектакль) (1968)
- Полигон (1977)
- День гнева (1985)
- Визит к Ван-Гогу (1985)